# Makhadzi
Makhadzi, pseudonimo di Ndivhudzannyi Ralivhona (Ha-Mashamba, 20 giugno 1996), è una cantante sudafricana.

## Biografia
Nata nel villaggio di Ha-Mashamba, Makhadzi è salita alla ribalta nel 2020 grazie all'album in studio Kokovha, disco a cui ha fatto seguito l'LP African Queen (2021) e l'EP Pain Ya Jealous (2022). Quest'ultimo è stato trainato da una tournée nei primi mesi del 2022, che ha portato l'artista a tenere concerti anche al di fuori dei confini nazionali, esibendosi a Gaborone.
Kulakwe, in collaborazione con Master KG, è divenuto il suo primo ingresso a posizionarsi nella top twenty della Recording Industry of South Africa, dopo il debutto al 19º posto nel febbraio 2022. Due mesi più tardi ha vinto il Kids' Choice Award per la star africana preferita, per poi ricevere tre nomination agli annuali South African Music Awards.

## Discografia

### Album in studio
- 2018 – Shumela venda
- 2019 – Matorokisi
- 2020 – Kokovha
- 2021 – African Queen
- 2022 – African Queen 2.0

### EP
- 2022 – Pain Ya Jealous

### Singoli
- 2017 – Yo shoma
- 2017 – Ska ndropela phone (feat. King Monada & Lim Train)
- 2019 – Vho funanaho
- 2019 – Zwigevhenga
- 2019 – Mashaka
- 2019 – Tshikwama
- 2019 – Matorokisi
- 2019 – Tshelede iya Hana
- 2019 – Riya venda (feat. DJ Tira)
- 2019 – My Love (feat. Master KG & Prince Benza)
- 2020 – Muya wanga
- 2020 – Murahu (feat. Mr Brown)
- 2020 – Sugar Sugar (feat. Mampintsha)
- 2021 – Mjolo (feat. Mlindo the Vocalist)
- 2021 – Muvhili wanga (feat. Prince Benza)
- 2021 – Ghanama (feat. Prince Benza)
- 2021 – Tchukutsha (con Lady Du)
- 2022 – Kulakwe (feat. Master KG)
- 2022 – Pain Ya Jealous